# Bartolomé Carpente
Bartolomé Carpente Rabanillo (1848-1921) fue un sacerdote y propagandista español.

## Biografía
Nacido en Almería en 1848, se licenció en teología y más adelante entraría a formar parte del clero católico. Fue un destacado miembro organizador del Círculo de obreros católicos de Almería. Animado por el obispo de Almería José María Orberá, fue fundador y director de varias publicaciones periódicas de corte integrista: el Diario de Almería y, posteriormente, El Semanario Popular. También fundaría el semanario La Juventud Católica, de línea católica extremista. Falleció en 1921.
Fue autor de varias obras de carácter histórico, como Breves apuntes para la historia eclesiástica de Almería.